# سامسونگ گلکسی نوت ۱۰٫۱
سامسونگ گلکسی نوت ۱۰٫۱ (به انگلیسی : Samsung Galaxy Note 10.1) با نام فنی سامسونگ جیتی ان80X0 (به انگلیسی : Samsung GT-N80X0) تبلت ۱۰٫۱ اینچی از سری گلکسی نوت است که توسط شرکت سامسونگ الکترونیکس طراحی، تولید و به بازار عرضه شده است. این تبلت بصورت پیشفرض سیستم عامل اندروید ۴٫۰ را اجرا می‌کند که از قلم لمسی stylus نیز بهره می برد.